# 藤田容介
藤田 容介（ふじた ようすけ、1963年 - ）は日本の映画監督。旧名、藤田秀幸。
兵庫県神戸市出身。1987年、第10回ぴあフィルムフェスティバルにて『虎』で入選。この時の同期入選者には平野勝之、園子温がいる。大人計画との関係が深く、舞台映像の演出を多く手がけている。

## 映画作品
- グループ魂のでんきまむし（1999年）
- 一心同体刑事（2003年）※「刑事まつり」シリーズの一篇として撮った短編作品。
- 全然大丈夫 （2008年） - 荒川良々・主演
- サビ男サビ女「ハゲマシガールズ」（2011年）※オムニバス作品の一篇。
- 福福荘の福ちゃん（2014年） - 大島美幸・主演
- Only 4 you（2015年） - 4人の監督によるオムニバス。（『まどろす』監督：藤田容介）[2]。

## テレビドラマ
- さば （2008年、フジテレビ）

## DVD
- みみずひめ （2009年、コンテンツリーグ）